# Gaston Madru
Gaston Madru, né le 4 avril 1897 à Perreuil et mort à Leipzig (Allemagne) le 19 avril 1945, est un cadreur et résistant français. On lui doit les rares images animées de Paris sous l'occupation allemande et d'avoir participé aux prises de vue de la Libération de Paris. Il est aussi considéré comme un des pionniers de la prise de vue sous-marine.

## Biographie
Dans les années 1930, Gaston Madru est cadreur d'actualités et un chasseur d'images professionnel. Il est l'un des premiers à réaliser des films sous-marins, en procédant par plongées rapides en apnée, au moyen d'une caméra étanche dont il est l'inventeur, invention consécutive aux premières images sous-marines effectuées au début du XXe siècle par le photographe anglais John Ernest Williamson.
Résistant de la première heure, Gaston Madru s'engage aux côtés de la Norvège en 1939. 
Alors que les autorités allemandes ont interdit à la population de filmer ou de prendre des photos dans l'espace public, Gaston Madru brave cette interdiction en cachant une caméra dans un panier arrimé à l'avant de son vélo, obtenant au nez de la Gestapo les rares images que nous connaissons aujourd'hui des rues de Paris sous l'Occupation.
Pendant l'Occupation, Madru œuvre pour la Résistance intérieure française tout en effectuant son métier de cadreur pour la société France-Actualités, émanation du gouvernement de Vichy sous contrôle de l'occupant allemand. À titre d'exemple, ses prises de vues du 29 Juin 1944 montrent des prisonniers anglais et américains arrivant à la Gare du Nord sous les insultes et les crachats de la foule, servant la propagande de Vichy.
Le 26 août 1944, jour de la Libération de Paris, Gaston Madru filme Charles de Gaulle qui descend à pied l'Avenue des Champs-Élysées au milieu de la foule qui l'acclame. Il opère juché sur le toit d'une automobile. Son véhicule est flanqué du panneau : « Please don't kill French cameramen » (Merci de ne pas tirer sur les cadreurs français). Son équipement est une caméra Mitchell de marque américaine dotée de gros magasins pouvant filmer 12 minutes en continu ; Madru avait bricolé sa caméra pour la rendre capable de prendre le son. 
À mi-chemin des Champs-Élysées, Madru envoie son épouse, un bouquet à la main, en direction de De Gaulle, qui du même coup stoppe le temps de cet échange, et permet au cadreur d'obtenir des images émouvantes du Général. 
Vers 16 heures 30 ce même jour, alors que le général de Gaulle assiste à une messe à Notre-Dame, une fusillade éclate à l'extérieur de la cathédrale, créant pendant plusieurs minutes le chaos et la confusion. Gaston Madru filme l'événement au milieu des balles qui fusent et des passants qui s'enfuient en courant. 
Ces images, longtemps disparues, ont été retrouvées des dizaines d'années plus tard dans un placard aux États-Unis : Madru travaillait pour le compte des actualités filmées News of the Day, appartenant au magnat des médias américains William Randolph Hearst.
Le 1er septembre 1944, Madru filme l'arrivée puis l'entrée de la 2e division blindée du Général Leclerc dans Paris. Sur ces images apparaissent les drapeaux français accrochés aux façades, des arrestations d'Allemands, les soldats qui se préparent aux combats de la capitale, les chars de Leclerc qui roulent vers la Place de l'Étoile. 
Gaston Madru suit les troupes alliées sur les théâtres d'opération, filme les prisonniers de guerre et la libération du camp de concentration de Buchenwald. Il est abattu par un tireur allemand à Leipzig, le 19 avril 1945, alors qu'il filme les combats aux côtés de la 1re armée.